# Ferdinand Bellermann
Ferdinand Konrad Bellermann (Erfurt, Alemania, 14 de marzo de 1814 - Berlín, Alemania, 11 de agosto de 1889) fue un pintor y naturalista influenciado por las ideas de Alejandro de Humboldt sobre el papel que la vegetación tropical suramericana debía desempeñar en la ampliación del paisajismo europeo, que se especializó en escenas de Venezuela.

## Biografía
Ferdinand Bellermann inicia sus estudios de pintura en 1828 ingresando en la Escuela de Artes de Weimar, donde se inscribe para estudiar paisajismo según modelos de pintores clásicos. 
En Weimar, Bellermann hizo buenas amistades que mantuvo por décadas, y con toda certeza disfrutó del ambiente artístico de la ciudad. También su amistad con el pintor Friedrich Preller tiene sus raíces en Weimar. Preller fue, a su vez, amigo de Goethe; fue él quien creó el famoso dibujo que muestra al gran poeta en su lecho de muerte, y en sus brazos falleció, en Italia, el hijo de Goethe. 
Con la temprana muerte de su padre, la vida de Bellermann al principio no fue muy buena; su madre quedó sin recursos y con varios niños, de los que Ferdinand era el mayor. Ciertamente contaron con la ayuda de los parientes, en especial de un tío, el comerciante Johann Christian Bellermann, en cuya casa al parecer vivieron los huérfanos, pues esta dirección de la calle Schlösser en Erfurt, aparece después en cartas que le fueron dirigidas a Ferdinand.
Así pues, es comprensible que el futuro pintor tuviera que contribuir primero al mantenimiento de la familia: pastoreando ovejas. Sin embargo, su talento de dibujante fue descubierto, afortunadamente, a tiempo, y a los catorce años es enviado a la Freie Zeichenschule, Escuela Libre de Dibujo, fundada por Goethe en Weimar, para recibir instrucción como pintor de porcelanas. Es posible que la intención haya sido que una vez terminado el curso, el joven entrara a trabajar en una fábrica de porcelanas propiedad de unos parientes en Volkstedt, Turingia. Sin embargo, esta orientación profesional fue sólo una ilusión, pues la vista del artista en ciernes era demasiado débil para la pintura de porcelanas, así que debió interrumpir su aprendizaje y regresar a Erfurt, en donde permaneció hasta el año 1833, cuando inicia sus estudios en Berlín.
Si bien el tiempo de aprendizaje en Weimar no condujo al resultado anhelado, sirvió para estimular el talento artístico de Ferdinand, así lo demuestra claramente un dibujo del pintor quinceañero que se conserva en el Museo de Erfurt. Se trata de una pequeña vista de la catedral de esta ciudad y de la famosa iglesia de San Severino, ambas enmarcadas en un clásico telón de árboles que delata que los maestros de la escuela de dibujo utilizaban los modelos de Claude Lorrain y de sus numerosos seguidores para los estudios de composición. La arquitectura de las iglesias está dibujada con algo de rigidez, pero con exactitud; el joven artista se muestra ya como el observador preciso que más tarde atraería la atención de Alejandro de Humboldt. Walther Scheidig, director del Museo de Weimar durante muchos años y uno de los pocos historiadores de arte alemán de nuestro siglo, lo describe como el "científico" dentro del círculo de sus amigos pintores.

### Vida en la Pintura

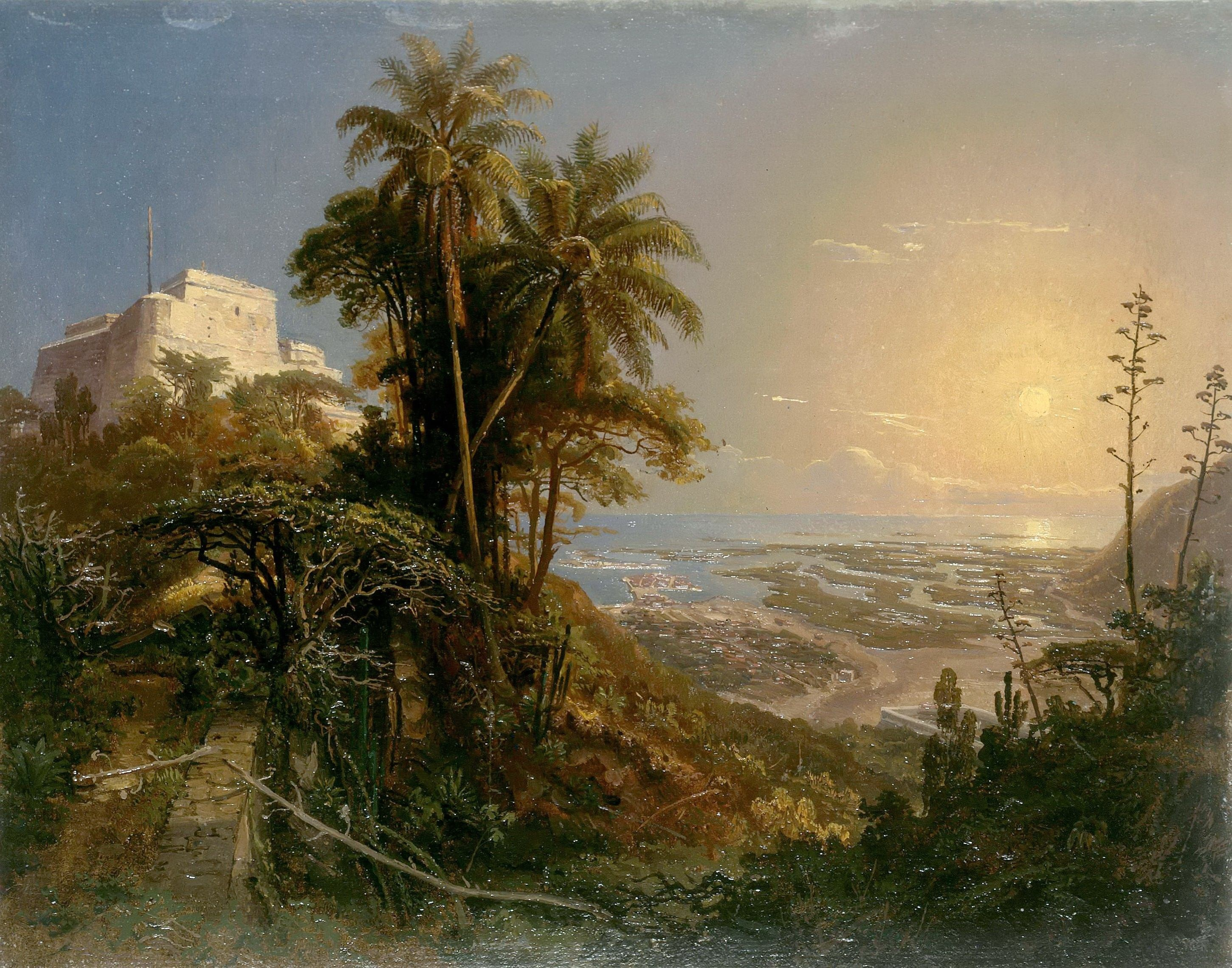
Vista del Fortin Solano de Puerto Cabello (1843) 16,4 x 36,2 cm.

Para el joven pintor, Preller fue un importante iniciador, con quien compartía, además, idénticas ansias de viajar que los llevó a incursionar juntos por los alrededores inmediatos de Turingia, por la isla Rügen en el mar Báltico y finalmente por Noruega, pasando por Bélgica y Holanda, en 1840.
En 1840 tuvo lugar el viaje a Noruega que fue decisivo para su vida. Nuevamente Friedrich Preller fue el factor determinante de este viaje y esta vez también llevó a dos de sus alumnos. Fue un viaje peligroso, las rutas y hospedaje a menudo primitivos. Al regreso, Bellermann pintó un cuadro de gran formato que atrajo la atención sobre su talento para la representación exacta de la naturaleza, incluyendo formaciones geológicas. 
Este cuadro, cuyo paradero se desconoce actualmente, fue comprado por el rey de Prusia, Federico Guillermo IV, no se sabe si por sugerencia de Humboldt, pero es cierto que el gran sabio se convenció ante él de que difícilmente habría otro artista más adecuado para lograr representaciones con valor artístico y precisión científica de las plantas y paisajes de Sudamérica. No obstante, Humboldt no fue el promotor de este viaje; como tampoco es cierto, como se lee con frecuencia en algunas publicaciones, que fuera una encomienda del rey de Prusia, aunque esta impresión puede surgir de la carta de recomendación de Humboldt para Bellermann. 
La expresión de Humboldt, "Viaja por encargo de Su Majestad", tenía únicamente la intención de allanarle todos los caminos al pintor. Por una nota del escultor berlinés y director de la Academia, Gottfried Schadow se sabe cómo se dio realmente este viaje:

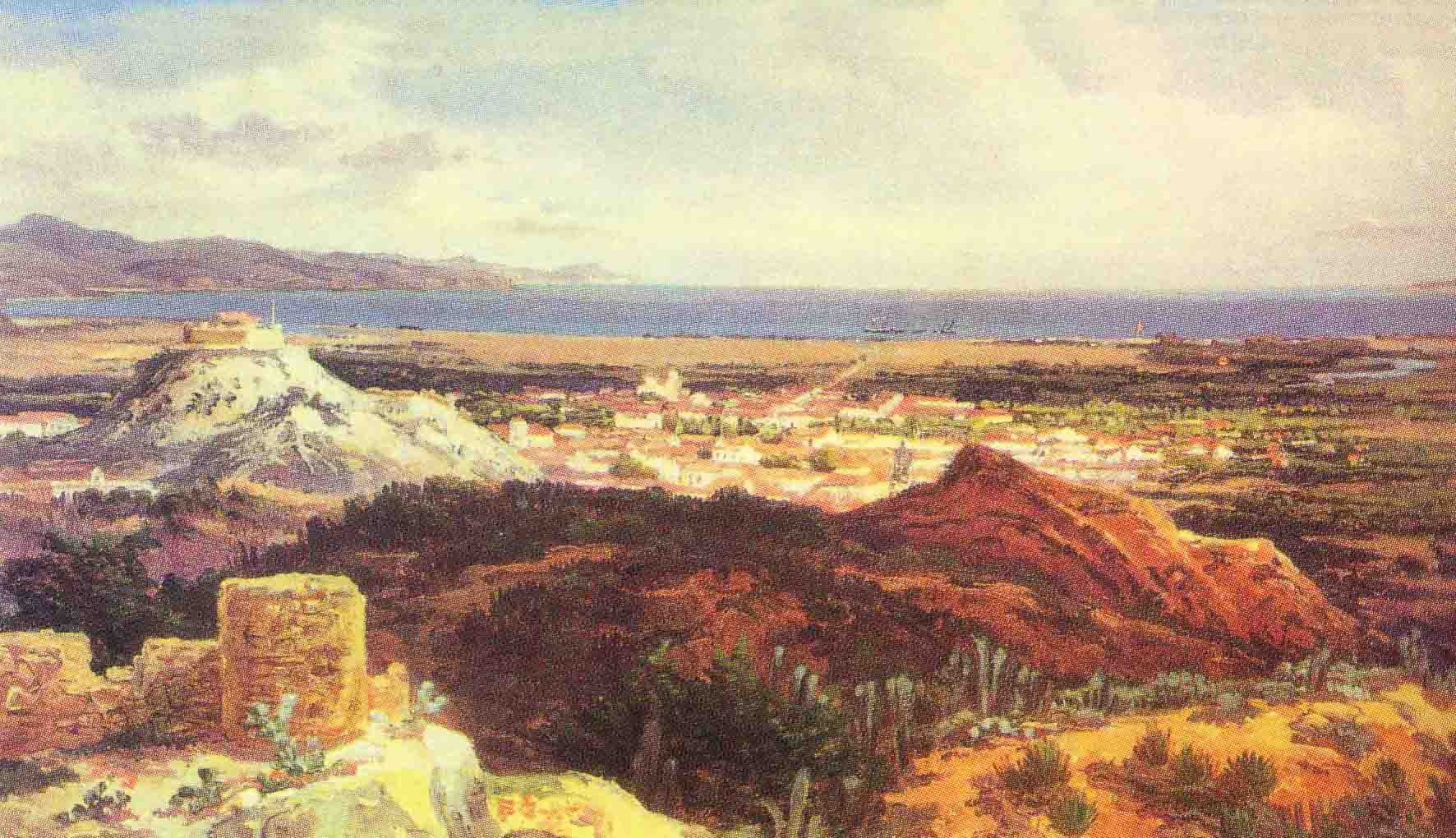
Vista de Cumaná desde el viejo castillo. 1843. Óleo sobre cartulina. 21 x 26 cm.

"Un comerciante hamburgués, propietario de una oficina comercial en Puerto Cabello, en el Estado de Venezuela, y dueño de un barco de vela, vino hasta aquí para llevar consigo varios artesanos y un pintor paisajista. Bellermann, uno de los alumnos del Profesor Schirmer, se decidió a hacer este viaje"

## Técnica
Bellermann utilizó la técnica del boceto a color (en óleo y en témpera), además del lápiz, no pudo escapar a introducir en sus composiciones ciertos esquemas del paisajismo europeo del siglo XVIII, especialmente notorio en el tratamiento de la luz crepuscular y en el empleo de árboles oscuros como bastidores. Tenía buenos conocimientos de botánica, gracias a sus frecuentes viajes con investigadores como Karl Moritz y Nikolaus Fünck.

## Vida en Venezuela

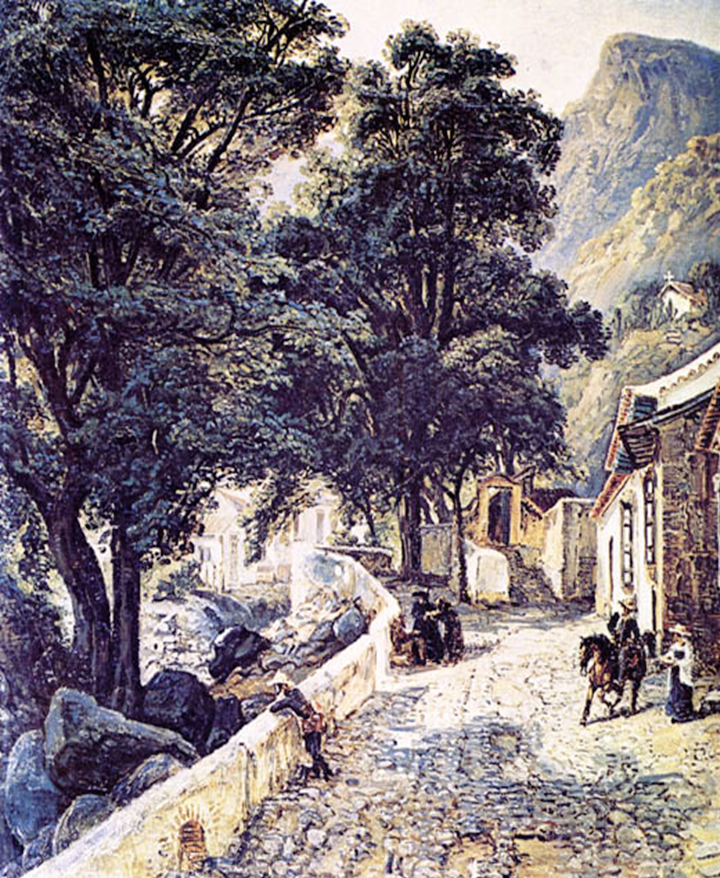
Subida hacia La Pólvora, La Guaira

Bellermann llega a Venezuela el 10 de julio de 1842 y permaneció hasta el 28 de septiembre de 1845. Desembarcó en el puerto de La Guaira por pocos días donde describe 

"La Guaira es una plaza costera fuerte y tiene a lo largo de la costa un sólido muro con troneras, bastiones y cosas por el estilo, hay fortificaciones independientes que se elevan hasta una cumbre importante detrás de la ciudad"

 también hace una descripción de las personas que rodean en el puerto y de las calles llamándole la atención las ruinas del terremoto de 1812. Gran parte de su estadía en La Guaira la paso en los altos de Galipán, realizando parte de su obra pictórica a esta hermosa región, donde quedó cautivado por una hermosa cascada y la cantidad de helechos existentes. 
En Caracas, Bellerman estuvo presente en los homenajes realizados con la llegada de los restos Simón Bolívar dando una descripción fiel de los actos.

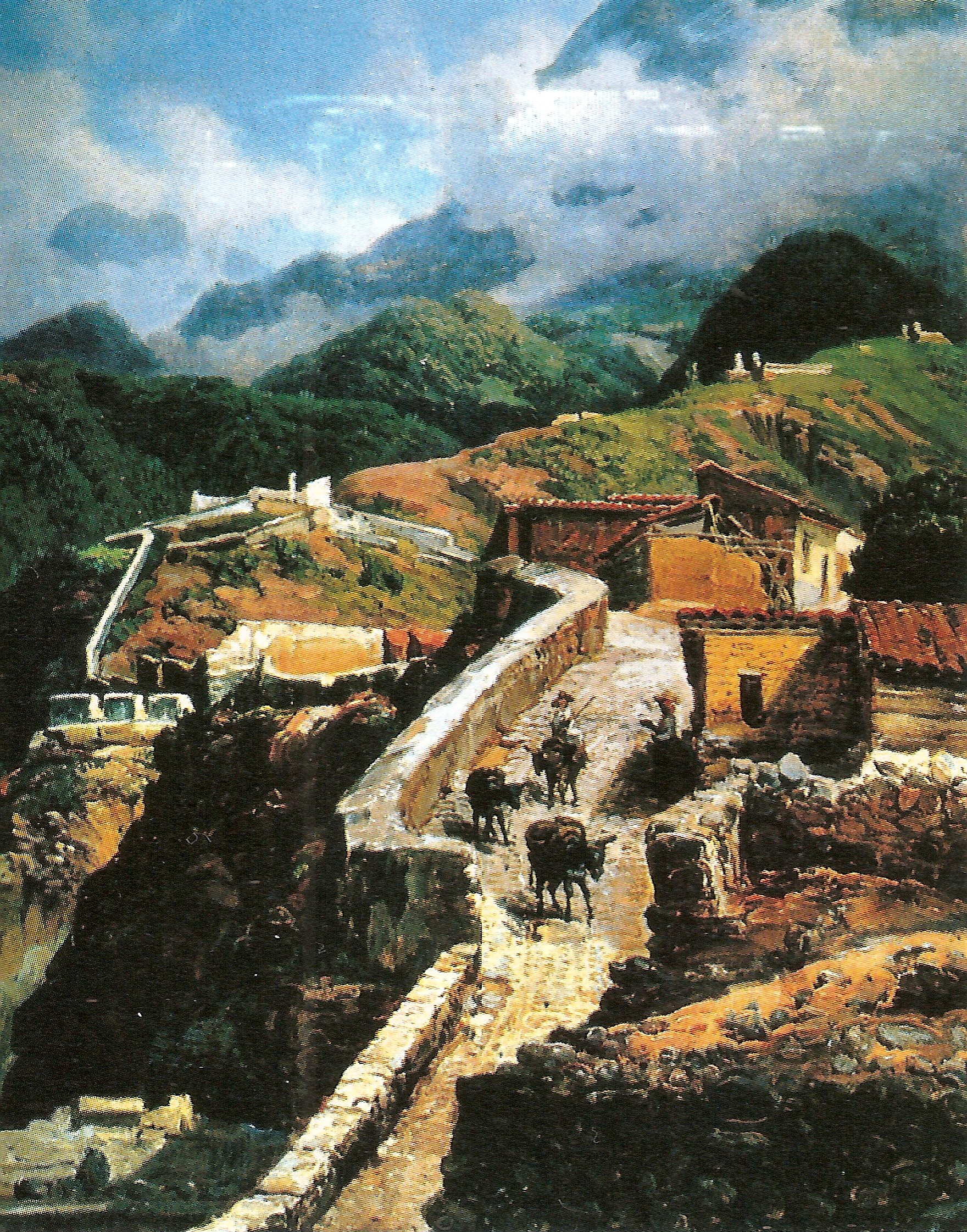
Una calle de La Guaira

Recorrió gran parte del territorio venezolano produciendo una extensa obra pictórica, constituida por dibujos al creyón, apunte, dibujos a lápiz, pinturas al óleo, en los cuales plasmo vistas urbanas y costumbres típica del territorio venezolano. Confiesa en un informe enviado a Alemania a propósito de un cuadro suyo que representa la Sierra Nevada de Mérida utilizada como paisaje de fondo para un estudio de palmeras.

"Nunca hubiera osado pintar si antes no hubiese apreciado semejante combinación de elementos en la naturaleza"

Sus vistas de ciudades y edificaciones constituyen documentos reveladores sobre varios aspectos de Venezuela, dibujó las ruinas de edificios de Caracas y Maiquetía devastados por el terremoto de 1812 y pintó los muelles de La Guaira, Puerto Cabello, Angostura y Maracaibo. Sus tipos humanos se reducen a unos pocos representantes de la población, como indios guajiros y llaneros.
Conoció y compartió con personas influyentes como la familia Blohm, Vollmer, Agustín Codazzi, al recordado Dr. Freidensberg y el enigmático Dr. Gottfried Knoche.
En mayo de 1843, viajó a la Cueva del Guácharo, uno de los sitios que más le recomendó Humboldt, en compañía de Moritz y Funck. El 3 de noviembre de 1844 llegó a Mérida, cuyos nevados y flora andina interesaban a Humboldt, quien no había podido conocer los Andes estando en Venezuela.

## Regreso a Alemania
El 15 de noviembre de 1845 regresó Bellermann a Alemania. Sus cuadros representativos de la naturaleza venezolana estimularon el financiamiento de otras expediciones a Venezuela como la de Karl Ferdinand Appun. En 1849 es nombrado profesor de dibujo cargo que ejerce hasta 1866 cuando fue designado profesor de pintura paisajista en la Academia de Bellas Artes de Berlín donde sustituyó al maestro August Schirmer.   En 1879 realizó su conocido cuadro "La visita de Alejandro de Humboldt a la Cueva del Guácharo" en la cordillera de la Costa (Venezuela). Bellermann siguió trabajando sobre imágenes de Venezuela hasta su muerte. En su caballete quedó inacabado "Atardecer en el Orinoco". Bellermann muere en Berlín, el 11 de agosto de 1889

## Obra

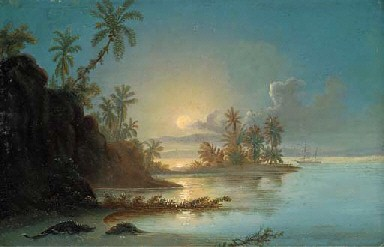
Puesta de sol en el Orinoco (1843) Óleo sobra tela 17.1 x 26.7cm.

La obra de Bellermann se caracteriza por una maestría del oficio pictórico así como un dominio de los recursos plásticos. Su dibujo es minucioso hasta el más mínimo detalle siendo preciso y fluido. Caracterizado por un colorido de marrones, sepias, ocres, tonos dorados,  anaranjados y verdes profundos y grises azulencos. Con una atmósfera lumínica y cromática de delicados tornasoles caliginosos. Bellermann interpretó el paisaje venezolano sen la idea del romanticismo.        
Entre sus obras venezolanas más destacadas se encuentran: 
- El Puerto de Puerto Cabello (1842).
- Vista de La Guaira desde el mar (1843).
- La cueva del Guácharo (1843).
- Vista de Puerto Cabello (1843).
- Rada de Angostura (1843).
- Páramo en la Sierra Nevada de Mérida (1844-1845).
- Calle de Mérida con paisaje (1844-1845).
- Calle de La Guaira con escena figurada. (1844)
- Yunta de bueyes. (1845).
- San Esteban.
- Paisaje suramericano.
- Cueva del Guácharo (1874).

## Referencias

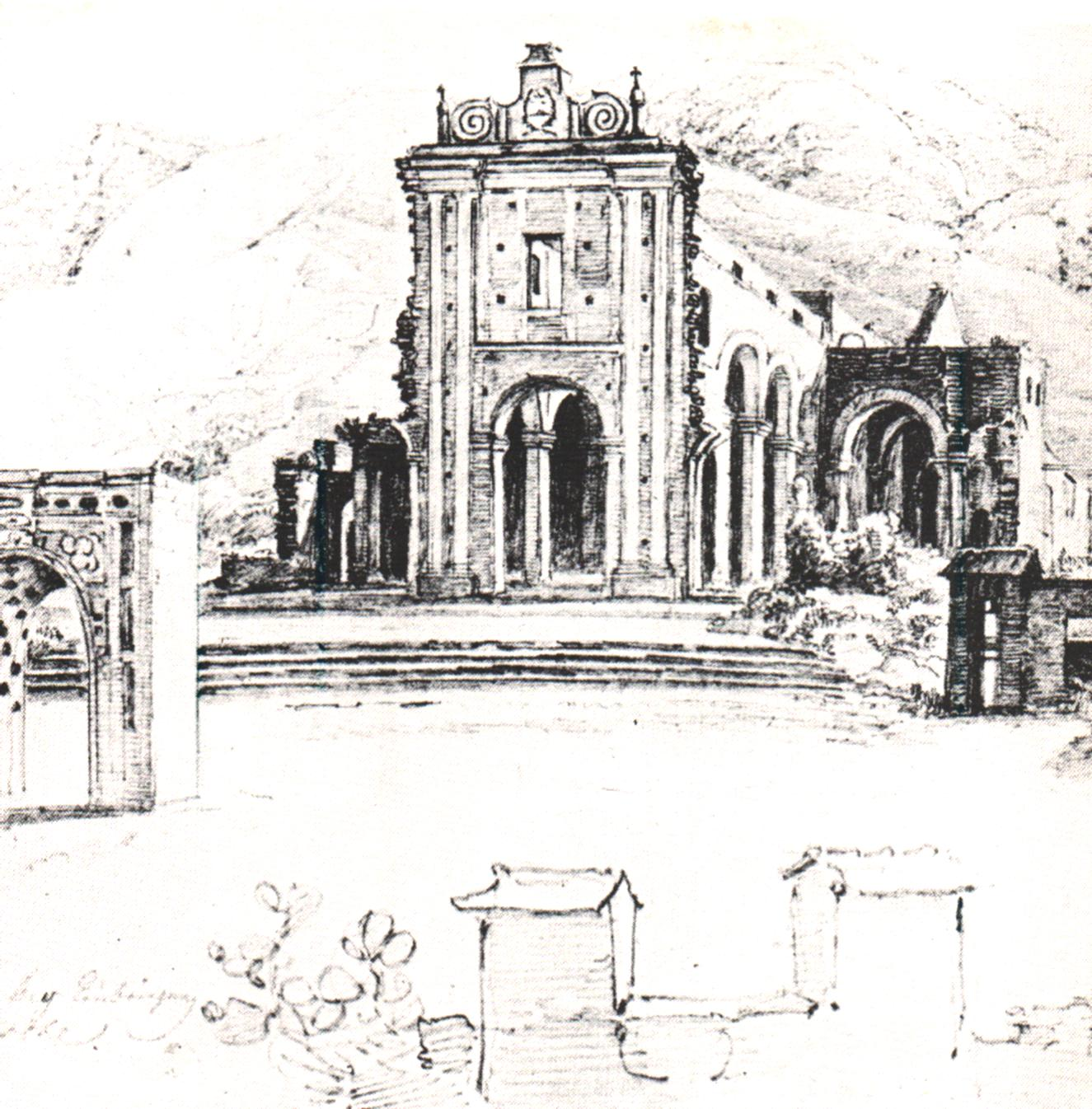
Ruinas de la Iglesia de la Santísima Trinidad en Caracas